# Sergei Wikontowitsch Astachow

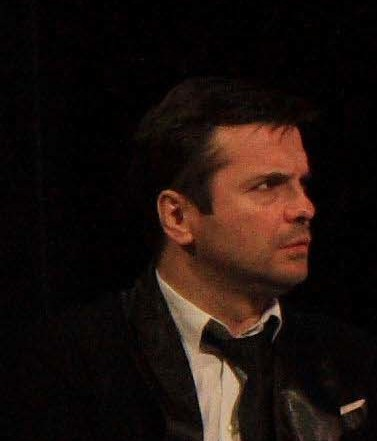
Sergei Wikontowitsch Astachow (2010)

Sergei Wikontowitsch Astachow (russisch Сергей Виконтович Астахов, wiss. Transliteration Sergej Vikontovič Astachov; * 28. Mai 1969 in Krasny Liman, Distrikt Paninsky, Oblast Woronesch, RSFSR, Sowjetunion) ist ein russischer Theater- und Filmschauspieler.

## Leben
Astachow entstammt einer Militärfamilie. 1986 verließ er eine Allgemeinbildende Schule. Anschließend bis 1989 leistete er seinen Militärdienst in einer Panzerdivision in der Nähe von Nischni Nowgorod. Danach schloss er sich dem Staatlichen Kunstinstitut Woronesch an, wo er 1995 seinen Abschluss machte. Begleitend dazu war er von 1993 bis 1996 im Ensemble des Voronezh Chamber Theatre. 1999 zog er von Woronesch nach Moskau und schloss sich den Theatern Et Cetera und Satyricon an. 2009 spielte er am Stanislawski- und Nemirowitsch-Dantschenko-Musiktheater.
Seit Anfang der 21. Jahrhunderts tritt er auch als Schauspieler in Film- und Serienproduktionen in Erscheinung. 2011 nahm er an der Reality-Show des Perwy kanal Special Assignment teil und erreichte das Finale (4. Platz). Nach den Ergebnissen des Projekts erhielt er die Medaille For Strengthing the Combat Commonwealth.
Astachow ist zum dritten Mal verheiratet. Aus zweiter Ehe hat er eine Tochter.

## Filmografie (Auswahl)
- 2001: Happy Birthday, Lola! (S dnem rozhdeniya, Lola!/С днем рождения, Лола!)
- 2007: Koroljow (Королёв)
- 2008: The Abominable Snowman (Snezhnyy chelovek/Snezhnyy chelovek) (Fernsehfilm)
- 2008–2011: Road Patrollers (Gaishniki/Гаишники) (Fernsehserie, 16 Episoden)
- 2013: Veronica. A Runaway (Veronika. Beglyanka/Вероника. Беглянка) (Fernsehserie, 16 Episoden)
- 2017: Maximum Impact (Максимальный удар)
- 2018: Jenseits der Realität (Sa granju realnosti / За гранью реальности)